# Half-a-Dollar Bill
Half-a-Dollar Bill is een Amerikaanse dramafilm uit 1924 onder regie van W.S. Van Dyke.

## Verhaal
Als mevrouw Webber door haar man in de steek wordt gelaten, laat ze haar pasgeboren kind met een half dollarbiljet achter op de stoep. Op een briefje schrijft ze dat ze ooit zal terugkeren met de andere helft van het bankbiljet. Het kind wordt gevonden door kapitein Duncan McTeague en zijn kok. Ze besluiten hem Bill te noemen. De echte vader van Bill blijkt een matroos van kapitein McTeague te zijn. Wanneer hij wordt ontslagen, ontvoert hij zijn zoon als vergelding.

## Rolverdeling
| Acteur              | Personage       |
| ------------------- | --------------- |
| Anna Q. Nilsson     | Mevrouw Webber  |
| William P. Carleton | Duncan McTeague |
| Raymond Hatton      | Scheepskok      |
| Mitchell Lewis      | Papeete Joe     |
| Alec B. Francis     | Rechter Norton  |
| George MacQuarrie   | Martin Webber   |
| Frankie Darro       | Bill            |
| Rosa Gore           | Roddeltante     |